# Maurice Bologne
Maurice Bologne (Luik, 4 mei 1900 - Nalinnes, 26 februari 1984) was Belgisch politicus en historicus. Hij was de zoon van de POB-politicus Joseph Bologne. 

## Levensloop
Maurice Bologne was de zoon van de socialiste burgemeester van Luik, Joseph Bologne. Hij volgde middelbare studies aan het Atheneum van Elsene en aan het Atheneum van Luik en studeerde filosofie aan de Universiteit Luik en de ULB in Brussel, studies die hij voortijdig afbrak. In 1922 behaalde hij aan het Atheneum van Aken, een Duitse stad die toen bezet werd door het Belgische leger, een diploma dat hem in staat moest stellen om Latijn te onderwijzen. 
In 1921 werd Bologne bibliothecaris van de kunstacademie in Luik en van 1921 tot 1924 was hij leraar klassieke talen in een aantal athenea in Duitsland. Vervolgens werkte hij van 1925 tot 1927 als kabinetsmedewerker bij minister van Schone Kunsten en Onderwijs, Camille Huysmans, waar hij verantwoordelijk was voor het beheer van dossiers omtrent het Franstalig middelbaar onderwijs. Na zijn passage op het kabinet van Huysmans werd hij leraar Latijn-Grieks in de athenea van Laken en Elsene. Hij bleef actief in het onderwijs tot in 1953 en wijdde zich vervolgens volledig aan zijn Waalsgezinde bezigheden.
Tijdens de Eerste Wereldoorlog was Maurice Bologne betrokken bij de verzetsactiviteiten van zijn vader. In 1920 stichtte hij een socialistische studentenkring, de Fédération indépendante des étudiants socialistes (FIDES), en hij nam ook deel aan verschillende congressen en studentenactiviteiten van de socialistische Belgische Werkliedenpartij. Maurice Bologne werd een militant van de uiterste linkerzijde van de socialistische partij die het communisme niet ongenegen was, hetgeen hem in conflict bracht met zijn vader. In 1927 nam hij deel aan een omstreden internationaal congres tegen het kolonialisme en imperialisme, waardoor hij zijn functie op het kabinet van minister Camille Huysmans moest opgeven. Tijdens de Spaanse Burgeroorlog was hij een overtuigde bondgenoot van de Spaanse republikeinen en stond hij vijandig tegenover de neutraliteitspolitiek die de Belgische regering en de BWP-voormannen Hendrik de Man en Paul-Henri Spaak voorstonden. 
Bologne was daarnaast een overtuigd militant van de Waalse Beweging. Op 18-jarige leeftijd was hij medeoprichter van de Ligue des Lycéens wallons en zijn periode op het kabinet van Camille Huysmans, dat grotendeels bevolkt werd door Vlamingen, beïnvloedde zijn engagement in de Waalse Beweging. In 1938 leerde hij pastoor Jules Mahieu kennen, die hem verder onderdompelde in het Waalse militantisme, en hij werd medeoprichter en secretaris van de Société historique pour la Défense et l'Illustration de la Wallonie, het latere Institut-Jules Destrée. Ook was hij actief als historicus en verdedigde hij in 1928 de stelling van het proletarisch karakter van de Belgische Revolutie van 1830. Volgens Maurice Bologne was deze revolutie vooral te verklaren door de economische problemen die zich voordeden in Brussel, Wallonië en Vlaanderen.
Tijdens de Tweede Wereldoorlog trad hij al heel vroeg toe tot het verzet, samen met zijn vrouw. Ze stichtten de verzetsgroep Wallonie Libre, met onder meer François Bovesse, Arille Carlier en priester Mahieu. Ze publiceerden de clandestiene krant Wallonie Libre en werkten mee aan de distributie van de al even clandestiene La Libre Belgique en La Voix des Belges. Ook was Bologne tussen 1941 en 1944 aangesloten bij het linkse Onafhankelijkheidsfront.
Reeds onder de oorlog nam Bologne autonomistische of federalistische stellingnamen in. Tijdens de oorlog verhuisde hij van Brussel naar Charleroi, waar hij deel uitmaakte van de clandestiene Conseil économique wallon carolorégien. Na de Bevrijding en het einde van de Tweede Wereldoorlog was hij van 1945 tot 1947 secretaris-generaal van de beweging Wallonie Libre, de voornaamste militante Waalse naoorlogse organisatie. Ook zocht hij toenadering tot de Vlaamse federalisten en bleef hij banden onderhouden met bepaalde militanten van de Vlaamse Volksbeweging en de Volksunie. Hij lag in 1952 mee aan de basis van het Akkoord Schreurs-Couvreur dat deel uitmaakte van een lange reeks Vlaams-Waalse ontmoetingen die zouden uitmonden in het federalisme in België. De kwestie Leuven Vlaams en de taalstrijd in Voeren maakte een voortzetting van deze contacten echter onmogelijk. Het federalistisch engagement van Bologne deed hem eveneens toetreden tot de Union fédéraliste des Communautés ethniques européennes, waar hij opnieuw in contact kwam met Vlaamse federalisten. In 1969 nam hij afstand van de beweging omdat hij vermoedde dat sommige van de betrokken ledenorganisaties fascistisch geïnspireerd waren.
Na de stakingen tegen de Eenheidswet trad Bologne in maart 1961 toe tot de Mouvement populaire wallonne, die ijverde voor vergaande Waalse autonomie. Hij werd lid van de algemene raad van de MPW en ondervoorzitter van de MPW-federatie van het arrondissement Charleroi. In april 1964 was hij een van de medeoprichters van het Front wallon pour l'Unité et la Liberté de la Wallonie, een Waalsgezinde politieke partij waarvan hij in 1965 de voorzitter werd. Dit betekende zijn definitieve breuk met de PSB. Het Front wallon ging in 1968 op in het Rassemblement Wallon, de partij  waarvoor hij van 1968 tot 1974 voor het arrondissement Charleroi-Thuin in de Senaat zetelde. Hij verdedigde er het invoeren van een federalistische staatsinrichting en klaagde de in zijn ogen overdreven vervlaamsing aan in diverse staatsraderen en de onevenwichtige toestanden waarvan volgens hem de Walen en Franstaligen in talrijke sectoren het slachtoffer waren.
Hij was getrouwd met Ailée Bologne-Lemaire, die zich inzette voor de emancipatie van de vrouw.

## Stichting Maurice Bologne-Lemaire
De Stichting Bologne-Lemaire werd opgericht op 18 juni 1976 in La Louvière, door Paul-Henry Gendebien, Pierre Leroy, Robert Moreau, Andrée Moreau-Blampain, Paul Nopère, Jeanne Nopère-Salmon, Albert Romain en Jean Van Lierde, als eerbetuiging voor Maurice Bologne en Aimée Lemaire. Het actieve werk werd in mei 1982 toevertrouwd aan het Institut Jules Destrée. Het hoofddoel bestaat erin jaarlijks een prijs toe te kennen aan een Waalse personaliteit. De prijs Wallonne of Wallon de l’année werd toegekend 
- 1979: Andrée Blampain,
- 1980: Jean Alexandre,
- 1981: Michel Quévit,
- 1982: Thierry Michel,
- 1983: Irène Vrancken,
- 1984: José Happart,
- 1985: Jean-Maurice Dehousse,
- 1986: Thierry Haumont,
- 1987: René Constant,
- 1990: Marinette Bruwier,
- 1991: Bernard Anselme.

Het Institut Jules Destrée organiseert de Prix Bologne-Lemaire sinds 1996. De prijs Wallon de l'année wordt uitgereikt door een comité voorgezeten door Jacques Lanotte. Hij werd uitgereikt aan:
- 1996: Jean-Claude De Rudder, acteur en scenarist;
- 1997: Luc en Jean-Pierre Dardenne, cineasten;
- 1998: Michel Foucart, voorzitter groep Technord;
- 1999: Philippe Suinen, directeur-generaal Waalse buitenlandse betrekkingen;
- 2000: Thérèse Snoy, secretaris-generaal Inter-Environnement Wallonie (2000);
- 2001: Jean-Michel Saive, tafeltenniskampioen;
- 2002: Jean Louvet, dramaturg;
- 2003: Robert Halleux, historicus;
- 2004: Janos B. Nagy, wetenschapper;
- 2005: Christine Mazhy, strijder tegen de armoede;
- 2006: Jeanne Vercheval, feministe;
- 2007: Bernadette Mérenne-Schoumaker, geograaf.

Vervolgens werd de toekenning van de Waal van het Jaar gewijzigd. Ontvingen de prijs:
- 2009: Benoit Coppée, "personnalité qui allie à la fois l’esprit d’entreprendre et le développement durable";
- 2010: Marie-Cécile Bruwier, egyptologe, directrice van het Museum van Mariemont.

## Publicaties
- L'insurrection prolétarienne de 1830 en Belgique, 1928, heruitgave 1979 en 2005
- Louis de Potter: histoire d'un banni de l'histoire, Luik, Ed. Biblio, 1934
- L'Analyse grammaticale à l'aide de signes conventionnels, Impr. Collins, 1963
- La révolution de 1789 en Wallonie, Institut Jules Destrée, 1964
- La Révolution de 1830 et les problèmes actuels, Ed. I. J. D., 1965
- Notre passé wallon: Equisse d'une histoire des événements politiques des origines à 1940, Institut Jules Destrée, 1972
- De proletarische opstand van 1830 in België, Kritak, 1979